# August Friedrich von Ende
Freiherr August Friedrich von Ende (* 28. Juli 1719 in Altjeßnitz; † 17. Mai 1797 in Dresden) war ein kursächsischer Beamter sowie Besitzer zweier Rittergüter. Er war Präsident des Appellationsgerichts zu Dresden.

## Leben

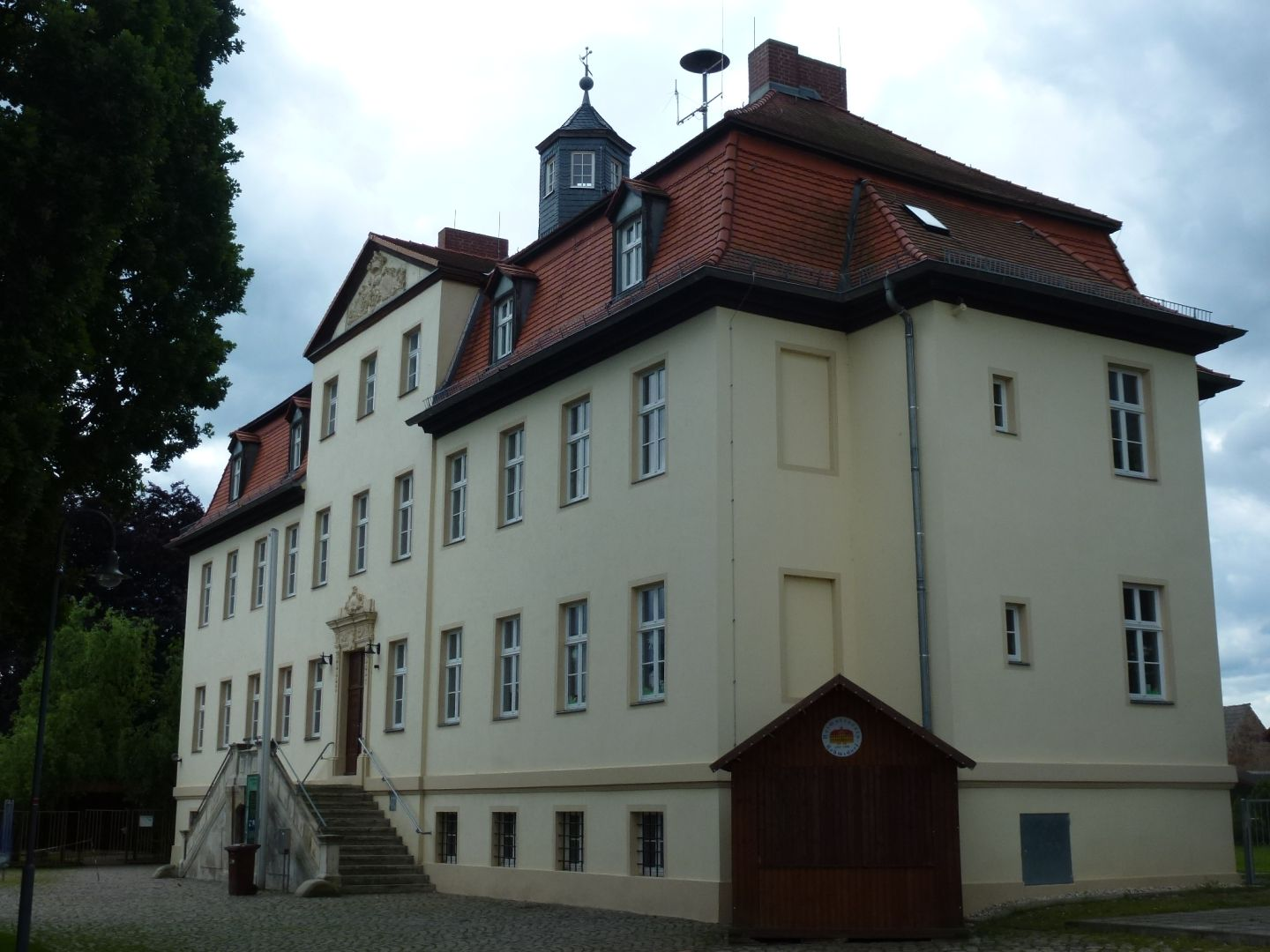
Das Herrenhaus Rehmsdorf ließ er errichten, welches unter dem Dach sein Familienwappen trägt.

Ende entstammte der alten Adelsfamilie des Kurfürstentums Sachsen von Ende, die seit dem 13. Jahrhundert um Meißen nachweisbar ist. Er war der Sohn des preußischen Regierungsrats und Domherrn des Stifts Halberstadt Hans Adam Freiherr von Ende (* 9. November 1686; † 1746) und dessen zweiter Frau und wurde auf dem Rittergut Altjeßnitz im Amt Bitterfeld geboren. Leopold Nicolaus von Ende war sein Stiefbruder.
1750 erwarb er von Daniel von Kayn dessen Rittergut Rehmsdorf und baute das Herrenhaus zu einem repräsentativen Barockschloss um. Ferner wurde er auch Erb-, Lehn- und Gerichtsherr auf Krimmitzschen. Er wurde mit Exzellenz angesprochen.
Er stand u. a. in Briefwechsel mit dem Missionar Heinrich Melchior Mühlenberg.
Am Morgen des 17. Mai 1797 gegen 4 Uhr verstarb er an Entkräftung in Neustadt bei Dresden und wurde am 21. Mai auf dem dortigen Gottesacker beigesetzt.
Verheiratet war er mit Friderica Eleonora geborene Freiin von Stein. Diese starb am 26. Oktober 1780 auf dem Rittergut Rehmsdorf. Zu ihren gemeinsamen Kindern zählte der ältere Sohn Friedrich Carl Freiherr von Ende (* 22. Dezember 1753 in Rehmsdorf), der 1781 Premierleutnant im Regiment Garde du Corps war. Christian Wilhelm Freiherr von Ende (* 14. Dezember 1760 in Rehmsdorf) war sein zweiter Sohn. Letzterer war 1797 Rittmeister. 
1797 schlossen beide Söhne einen Vergleich. Der älteste Sohn erhielt das gesamt Gut. Friedrich Carl Freiherr von Ende ist 1798 stift-naumburg-zeitzischer Kammerrat. Als vorsitzender Kammerrat starb er am 15. Februar 1813 im Alter von 63 Jahren und hinterließ die Söhne Leopold Heinrich Friedrich (* 14. Juli 1782 in Rehmsdorf, Kammer- und Jagdjunker) und Wilhelm Ludwig Freiherr von Ende (* 24. März 1785 in Rehmsdorf, Kammerjunker).